# TopGunn
TopGunn, pseudonimo di Oliver Gammelgaard Nielsen (Frederiksberg, 3 aprile 1991), è un rapper danese.

## Biografia
TopGunn ha fatto il proprio debutto nel mondo discografico con l'album in studio 21, classificatosi 6º nella Hitlisten e certificato platino dalla IFPI Danmark per le 20 000 unità equivalenti. Al disco hanno fatto seguito i dischi Ingen Andre (doppio platino; 2015) e 1991 (triplo platino; 2019), entrambi arrivati in top ten in classifica. Con i dischi Sas (2020) e DK Goat (2023) ha conseguito la numero uno nella hit parade.
È stato candidato per l'MTV Europe Music Award al miglior artista danese nel 2015.

## Discografia

### Album in studio
- 2013 – 21
- 2015 – Ingen Andre
- 2019 – 1991
- 2020 – Sas
- 2023 – DK Goat

### Singoli
- 2012 – Dolly (con Raske Penge)
- 2013 – Tilbud
- 2013 – Hemligt nummer
- 2014 – Mig & mit hoved
- 2014 – Man kan ikke stole på en pige med en lille røv
- 2015 – Dejlig
- 2016 – Dør
- 2016 – Længe siden
- 2017 – Fokus
- 2017 – Hyggesang
- 2018 – Million
- 2018 – Varm
- 2019 – Undskyld jeg ringer
- 2022 – Lågsus for evigt (con gli Specktors e Tessa)
- 2022 – Lars seier freestyle/Moon Blue V1
- 2023 – For altid
- 2023 – 10% mere
- 2023 – Lad mig gå
- 2024 – Du min